# Drusus chrysotus
Drusus chrysotus là một loài Trichoptera trong họ Limnephilidae. Chúng phân bố ở miền Cổ bắc.